# Donald Duck Mini Pocket 2
Donald Duck Mini Pocket 2 is het tweede deel van de serie Donald Duck Mini Pocket en is een uitgave van Sanoma Uitgevers. Het bevat 302 pagina's met 12 stripverhalen van gemiddeld 25 pagina's en werd in augustus 2006 uitgebracht. Het scenario is geschreven door de Walt Disney Company, evenals de tekeningen.

## Lijst van stripverhalen
| Nr. | Verhaal                                 | Hoofdpersonage                    |
| --- | --------------------------------------- | --------------------------------- |
| 1   | Goede Buren                             | Donald Duck en Buurman Bolderbast |
| 2   | De Wonderbaarlijke Amulet               | Donald Duck                       |
| 3   | De Onaangename Opdracht                 | Donald Duck                       |
| 4   | De Autoreps                             | Donald Duck                       |
| 5   | Donald en Diederik                      | Donald Duck en Diederik Duck      |
| 6   | De H.H's                                | Willie Wortel                     |
| 7   | De Bataafse Brom                        | Donald Duck                       |
| 8   | De Modelbouwtherapie                    | Donald Duck                       |
| 9   | Dans Voor je Leven                      | Donald Duck                       |
| 10  | De Kwelgeest van Carnaval               | Donald Duck                       |
| 11  | Uit Katriens Dagboek - De Les van Romeo | Katrien Duck                      |
| 12  | De Superstuntman                        | Donald Duck                       |

Deel 1 · Deel 2 · Deel 3 · Deel 4 · Deel 5 · Deel 6 · Deel 7 · Deel 8 · Deel 9 · Deel 10 · Deel 11